# Antiblemma albicosta
Antiblemma albicosta är en fjärilsart som beskrevs av Bethune-Baker 1911. Antiblemma albicosta ingår i släktet Antiblemma och familjen nattflyn. Inga underarter finns listade i Catalogue of Life.